# نيكولاس فيش
نيكولاس فيش هو محامي وسياسي أمريكي، ولد في 28 أغسطس 1758 في نيويورك في الولايات المتحدة، وتوفي بنفس المكان في 20 يونيو 1833. انتخب Adjutant General of New York ‏.